# Beotija
 Ovo je glavno značenje pojma Beotija. Za druga značenja pogledajte Prefektura Beotija.
Beotija ili Beocija (grč Βοιωτία), bila je jedna od tradicionalnih oblasti antičke Grčke, sjeverno od istočnoga dijela Korintskog zaljeva. Na jugu je graničila s Atikom i Megaridom, na sjeveru s Lokridom Opuntskom i Euripskim tjesnacem, a na zapadu s Fokidom. Kopaidsko jezero je bilo veliko jezero koje se nalazilo u središtu Beotije.
Prefektura Beotija prefektura je moderne grčke države i obuhvaća otprilike isto područje.

## Mitologija
Beotija igra važnu ulogu u grčkoj mitologiji: grad Teba, sa svojim kadmejskim stanovništvom, u mitovima je predstavljena kao važno središte vojne moći, a Orhomen, rodni grad Minijaca, pojavljuje se kao značajno trgovačko središte. Također, prema mitu, Teba je bila rodno mjesto mitskoga junaka Herakla.
Graja (Γραία), što znači "stara" ili "drevna", bila je navodno najstariji grad u Grčkoj. Neki autori riječ Γραικός (= Grk ili grčki) povezuju s terminom "Graja". Aristotel kaže da je taj grad osnovan prije velikog potopa. Na istu napomenu o podrijetlu grada Gaje nailazi se i na antičkom natpisu na mramoru pod imenom Parska kronika, otkrivenom 1687. godine, koji potiče iz razdoblja između 267. i 263. godine prije Krista i koji se sada čuva u Oxfordu i na Parosu. Ovaj drevni grad spominju i drugi grčki autori, među njima Homer, Pausanije i Tukidid.

## Povijest

### Arhajsko doba
Arheološka istraživanja su na teritoriju Beotije, osobito u oblasti Kopaidskog jezera i na prostoru grada Orhomena, otkrila mnogobrojne spomenike mikenske kulture, a ispod njih neolitski sloj iz trećeg tisućljaća prije nove ere. U mitovima koji se odnose na Beotiju, pored niza najstarijih plemena nekad nastanjenih u Beotiji, spominju se i Miniji. U 8. stoljeću prije Krista Beoćani su narod koji govori beotskim dijalektom. U prvo vrijeme među naseljima najznačajnije je bilo Orhomen, gdje predanje smješta spomenute Minije; i Teba, o kojoj se u homersko doba govori kao o značajnom središti koji je kasnije pokorio naselje Orhomen. Prema Tukididu, stanovništvo Beotije došlo je iz Tesalije, iako se on pomalo ograđuje od ove tvrdnje napomenom da je izvjestan dio Beoćana još od ranije stanovao u ovoj oblasti. Očigledno je da se seoba iz Tesalije, ako je nje uopće bilo, samo neznatno odrazila na unutrašnji razvoj Beotije.
U Beotiji nije dolazilo do socijalnih prevrata koji su karakteristični za razvoj grčkih polisa u 7. i 6. stoljeću prije Krista. Uzrok tome leži u posebnom gospodarskom razvoju ove oblasti. U plodnoj Beotiji, i pored promjene ekonomskih uvjeta do kojih je došlo u većem dijelu Grčke, osnovu gospodarstva i dalje je činila zemljoradnja u kojoj je prevladavao uzgoj žitarica. Beotski zemljoradnik mogao je živjeti čak i ako je posjedovao mali zemljišni posjed, pod uvjetom relativno intenzivnog vođenja ovog gazdinstva. Također je bilo razvijeno stočarstvo i, naročito, konjogojstvo. U trgovinskoj razmjeni javljaju se samo poljoprivredni proizvodi, jer je obrtništvo bilo slabo razvijeno. Međutim, i u Beotiji su se socijalno raslojavanje i porast imovinske nejednakosti odrazili na položaj seljaštva. Radi očuvanja oranica dodijeljenih seljacima rano zakonodavstvo je predviđalo izvanredne mjere. Prema Aristotelu, tebanski zakonodavac po imenu Filolaj propisao je početkom 7. stoljeća pr. Kr. da, ako se u nekoj obitelji rađa više djece nego što iznosi broj dionica koje joj stoje na raspolaganju, tada je otac dužan, pod prijetnjom smrću, prekobrojno dijete ne odgajati sam, već ga predati nekom drugom, tj. onome, tko za njega bude htio platiti bar mali iznos. To simbolično plaćanje predstavljalo je ostatak nekadašnje prodaje u ropstvo.
Prije grčko-perzijskih ratova vlast u beotskim gradovima nalazila se u rukama manje grupe aristokrata koji su potjecali od pet velikaških rodova: preci četiri od tih pet rodova zvali su se "Sparti" (doslovno = "posijani"), jer su, prema predanju o mitskom osnivaču Tebe, heroju Kadmu, izrasli iz zmajevih zuba koje je posijao Kadmo; predak petog roda smatran je rođakom Sparta. U vezi s postupnim, iako zakašnjelim, razvojem razmjene u državi počeo je rasti značaj bogatih ljudi koji nisu spadali u rodovsku aristokraciju. Osim toga, pored aristokrata-zemljoposjednika, pojavili su se imućni seljaci, koji su uspjeli obogatiti se zahvaljujući intenzivnijem načinu vođenja zemljoradnje. Napredak pomorske trgovine, karakterističan za cijelu Grčku 8. i 7. stoljeća pr. Kr., također nije mogao ostati bez nekog djelovanja i na gospodarstvo Beotije. Osnovnu masu stanovništva Beotije činili su seljaci-zemljoradnici, koji su se većim dijelom nalazili u zavisnom položaju od zemljoposjedničke rodovske aristokracije. Ta je aristokracija uspjela sačuvati svoju političku prevlast mnogo duže od bilo koje grčke oblasti, svakako duže nego u susjednoj Atici.

### Beotski savez
Politički život Beotije karakterizira se pojavom saveza beotskih polisa, koji je nikao davno i u kojem je rukovodeća uloga pripadala Tebi, najvećem beotskome gradu. Postojanje Beotskoga saveza već u 6. stoljeće prije nove ere samo po sebi predstavlja važan čimbenik u povijesti Grčke. U Beotiji je postojala amfiktionija, tj. savez susjednih polisa sklopljen radi zaštite zajedničkih svetilišta, koja su se grupirala najpre oko hrama Posejdona, a zatim oko hrama Atene Itonske. Osnovne funkcije ove amfiktionije bile su briga o beotskim svetištima, o svetkovinama koje su tamo priređivane i koje su i isto vrijeme predstavljale sajmove gdje su se bez straha mogli sastajati trgovci iz raznih dijelova Beotije i gdje su se, konačno, riješavali sporovi (osobito sporovi oko granica) između pojedinih beotskih polisa. Organi amfiktionije raspolagali su ovlaštenjima u pogledu kažnjavanja onih članova koji su zahvaćali teritorij hrama, narušavali sigurnost vršenja obreda, a time i slobodu trgovine, ili uopće onih koji se nisu pokoravali odlukama vijeća.
Plodno tlo Beotije privlačilo je njene susjede, te je Beotija stalno strepila od napada sa svih strana. Vjerojatno su već u prvoj polovici 6. stoljeća prije nove ere sjeverni susjedi Beotije – Tesalci pokušali je pokoriti i u tom cilju su upali u Beotiju. No, pretrpjeli su strahovit poraz. U isto vrijeme Beotski savez morao je voditi tešku i dugotrajnu borbu s Orhomenom, koji je u to doba bio jedna od najmoćnijih država srednje Grčke, i koji je također posjedovao plodno zemljište i jaku vojsku. Beotski savez je uspio oteti Orhomenu jedan za drugim gradove koji su mu pripadali, i početkom 6. stoljeće pr. Kr. Orhomen je bio prisiljen priključiti se Beotskom savezu, pošto mu je pošlo za rukom sebi osigurati neke privilegije. Manje uspješna bila je dugotrajna borba s južnim susjedom – Atenom. Beoćani su najprije izgubili grad Eleuteru sa starim Dionizovim hramom, zatim i cijelu oblast južno od rijeke Asopa s gradom Platejom na čelu, a također i primorski grad Orop.
Vođenje tolikih ratova bilo je moguće samo uz postojanje jedinstvene vojske, jakog rukovodstva i mogućnosti da se članovi saveza prisile na regrutiranje velikih vojnih kontigenata u savezničku vojsku. Ovi su zadatci uslovili pretvaranje Beotskoga saveza polisa u najstariju saveznu državu, koja je već bila u znatnom obujmu centralizirana. Najjača u ovom savezu bila je Teba, koja je i u ratu imala rukovodeću ulogu. Teba je postala i politički rukovoditelj saveza i dovela ga je do financijske hegemonije, a pored toga i do narušavanja nezavisnosti malih polisa. Međutim, u Beotiji nije došlo do sinoikizma po atičkom uzoru, odnosno nije se izrodila jedinstvena centralizirana tebanska država. To se djelomično objašnjava relativnom zaostalošću Beotije, a djelomično i time što je amfiktionija smetala Tebi u uspostavljanju hegemonije nad ostalim gradovima Beotskoga saveza.
Svi članovi Beotskoga saveza bili su dužni dati svoje trupe u saveznu vojsku. Veličinu tih trupa utvrđivali su organi saveza prema posebnoj raspodjeli, u skladu sa snagama svakoga polisa. Pripadnost savezu već nije predstavljala stvar dobre volje svakog od njegovih članova: za neizvršenje vojnih obaveza, a pogotovo za otpadništvo od saveza organi saveza izricali su vrlo oštre kazne, oduzimajući teritorije, preseljavajući stanovništvo itd. Pošto nije bilo općesavezne zemlje, dionice oduzete krivcu pripajale su se teritoriju Tebe koja je, zahvaljujući tome, postajala sve moćnija. Pravo na održavanje odnosa s Nebeotskim polisima također je bilo oduzeto od pojedinih beotskih država i sva međunarodna politika nalazila se u rukama saveza. Pravo na kovanje moneta pojedinih beotskih država očuvano je sve do vremena grčko-perzijskih ratova, ali je svaka od njih morala na svoje monete stavljati općebeotski grb – štit boginje Atene Itonske; jedino je Orhomen sačuvao pravo na kovanje novca s vlastitim grbom – žitnim klasom.
Do grčko-perzijskih ratova svaki beotski polis čuvao je svoje državno uređenje; na čelu većine polisa stajao je arhont; na čelu Tespije nalazio se starinski kolegij aristokrata koji se sastojao od sedam demuha ili basileusa biranih iz nekoliko plemićkih rodova; na čelu Oropa stajao je svećenik boga Amfijareja. Tek poslije 446. pr. Kr. državno uređenje pojedinih beotskih polisa ujednačeno je prirodnim putem.
Organizacija društvenih ustanova dovoljno je poznata iz odlomka traktata nepoznatog autora, kome je dato ime Oksirinhijski autor. U tom odlomku opisano je uređenje koje je vladalo u Beotiji od 446. godine pr. Kr. Postoje svi razlozi za pretpostavku da je ustav 446. godine u svojoj osnovi predstavljao obnovu ustava koji je bio na snazi od grčko-perzijskih ratova. Prema tom uređenju, na čelu države nalazili su se beotarsi, vlada saveza. Svega ih je bilo (barem od 446.) jedanaest; ugledniji članovi saveza birali su po dva beotarha; izbori su obavljani svake treće godine. Pored beotarha funkcioniralo je savezno vijeće; svaka beotska država birala je po 60 poslanika na svakog beotarha i snosila je sve troškove oko izdržavanja tih poslanika. Na istom se principu formirao i savezni sud, a također i vojska (1000 hoplita i 100 konjanika na svakog beotarha).
Plemstvo koje se krajem 6. stoljeća pr. Kr. nalazilo na čelu Tebe ne samo da je vršilo stalan pritisak na narodne mase grada već je tlačilo i ostale beotske polise. To je bio uzrok da se od Tebe odvoje Eleutera i Plateja i da pređu na stranu Atene. Spartanski arbitražni sud, koji je pretresao taj konflikt, priznao je Plateji pravo na nezavisnost od saveza, pošto je Sparta nastojala omesti svako udruženje. Politika Tebe izazvala je u Beotiji jaku opoziciju protiv hegemonije tebanskog plemstva, što je navelo Beotiju da potraži podršku čak kod Perzijanaca. Takvo stanje vladalo je u Beotiji do početka 5. stoljeća pr. Kr.